# Jürgen Sikora
Jürgen Sikora (* 5. Mai 1943 in Gleiwitz, Oberschlesien) ist ein deutscher Politiker (CDU). Er war von 1978 bis 1992 Landtagsabgeordneter in Niedersachsen und danach bis 1998 Bundestagsabgeordneter.
Sikora absolvierte 1959 die Mittlere Reife und fing anschließend als Beamtenanwärter beim Finanzamt Goslar an. Die Ausbildung beendete er 1962. Von 1963 bis 1965 leistete er seinen Grundwehrdienst bei der Bundeswehr und kehrte danach zur Finanzverwaltung zurück. Von 1971 bis 1978 war er beim Finanzamt Wolfenbüttel im Betriebsprüfungsdienst tätig.
Im Jahr 1969 trat er der CDU bei. In den 1970er Jahren war er zunächst stellvertretender Vorsitzender, später Vorsitzender des CDU-Stadtverbandes Goslar. Von 1972 bis 1992 war er im Rat der Stadt Goslar, seit 1979 als CDU-Fraktionsvorsitzender. Von 1974 bis 1992 gehörte er zudem dem Kreistag des Landkreises Goslar an.
Von 1978 bis 1990 vertrat er als direkt gewählter Abgeordneter den Landtagswahlkreis Goslar im Niedersächsischen Landtag. Bei der Landtagswahl im Mai 1990 verlor er das Direktmandat an den SPD-Kandidaten und späteren Ministerpräsidenten Sigmar Gabriel, rückte aber im September 1990 über die Landesliste für den tödlich verunglückten Erich J. Fuchshuber ins Parlament nach. Bei der Bundestagswahl im Dezember 1990 auf der niedersächsischen Landesliste angetreten, rückte er im Frühjahr 1992 für Herbert Helmrich, der vom Justizminister von Mecklenburg-Vorpommern berufen worden war, in den Bundestag nach und schied wieder aus dem Landtag aus. Bei den Bundestagswahl 1994 errang er das Direktmandat im Bundestagswahlkreis Goslar. Im Bundestag betätigte er sich insbesondere im Ausschuss für Raumordnung, Bauwesen und Städtebau. Nach der Bundestagswahl 1998 schied Sikora aus dem Bundestag aus.